# MasterChef (programa de televisión chileno)
MasterChef Chile fue un programa de televisión gastronómico chileno que buscaba al mejor cocinero amateur del país. El formato estaba basado en MasterChef, espacio de televisión británico de cocina con el mismo título y emitido por BBC desde 1990. La producción del programa corría a cargo de Canal 13 en colaboración con Shine International. Originalmente era conducido por Diana Bolocco y los jueces eran el chileno Chris Carpentier, el francés Yann Yvin y el italiano Ennio Carota.
En 2025, el programa tendrá una nueva edición ahora por Tvn. Y en la conducción estaría María Luisa Godoy. 
La primera temporada se estrenó el 26 de octubre de 2014 y finalizó el 1 de febrero de 2015, siendo la ganadora Daniela Castro, en medio de una avalancha de críticas, debido a que la audiencia tenía preferencia hacia Ignacio Román. Esta temporada volvió a ser trasmitida de manera resumida entre el 6 de abril y el 15 de mayo de 2020.
La segunda temporada se estrenó el 18 de octubre de 2015 y finalizó el 28 de enero de 2016, siendo el ganador Alfonso Castro. Esta temporada volvió a ser retrasmitida de manera resumida entre el 18 de mayo y el 26 de junio de 2020.
La tercera temporada se estrenó el 5 de marzo de 2017 con un nuevo jurado; el chef español Sergi Arola sustituyendo a Yvin, y finalizó el 11 de junio de aquel año, dando como ganador a Faryd García.
La cuarta temporada debutó el 3 de marzo de 2019 con 2 nuevos jurados: Jorge Rausch y Fernanda Fuentes, acompañados nuevamente por el chef y nuevo presentador Christopher Carpentier; finalizó el 23 de junio de 2019, dando como ganadora a Camila Ruiz.

## Formato
El programa lleva un formato que consta de pruebas fijas en las que ocurren varios sucesos para tener como resultado una eliminación en cada episodio.
- Preliminares: De todos los cocineros aficionados que audicionaron en todo el país, cientos son elegidos para cocinar su plato base a los tres jueces. Cada juez prueba el platillo y da su opinión antes de votar "sí" o un "no". Al recibir tres votos "sí" ganan automáticamente un delantal blanco MasterChef; si reciben 1 o 2 "sí", van a repechaje donde tendrán una nueva posibilidad de ingresar al programa.
- La caja misteriosa: Los concursantes recibirán un número de ingredientes con los que deben a hacer un platillo a su gusto. Los concursantes pueden utilizar cualquier cantidad de los ingredientes que desee, y tienen la libertad de omitir los ingredientes que deseen. Una vez que los platos son terminados, los jueces eligen los tres platillos de mejor calidad y uno de ellos debe elegir los ingredientes en la prueba de eliminación.
- Prueba por equipos: Esta prueba se realiza fuera de las cocinas de MasterChef los concursantes se dividen en dos equipos (distinguidos con delantales amarillos, azules, o rojos dependiendo de la ocasión), que consisten en números iguales y se les da una tarea. Los capitanes deberán elegir la receta que van a cocinar y a los concursantes que lo ayuden. Después de completar con todos los platillos, los comensales a los cuales se les cocina eligen que comida fue mejor y el equipo perdedor se tendrá que enfrentar a la siguiente prueba.
- Prueba de eliminación: El equipo ganador observará a sus compañeros que han perdido. El equipo perdedor deberá cocinar la receta indicada por el jurado. El jurado «deliberará» y el dueño/a del «peor» plato abandonará el programa definitivamente.
- Prueba de presión: Es la prueba más dura. Una estrella importante visitará el programa y les enseñará su mejor creación y la tendrán que hacer.
- Reto creativo: El jurado tendrá que decir qué plato va a ser elaborado por los aspirantes.
- Muerte súbita: Un nuevo modo de eliminación implementado en la 3.ª temporada; los dos peores platos en una prueba individual se enfrentarán cara a cara por la permanencia en el programa. Se les asigna a ambos un ingrediente, con el cual deben realizar un plato en 45 minutos. Quien realice la peor preparación abandona el programa.

## Jurado
- Christopher Carpentier (1-4° temporada): es uno de los más exitosos y reconocidos chef de Chile. Ha sido galardonado en varias ocasiones siendo nombrado el año 2010 "Chef del Bicentenario de Chile".[4]
- Fernanda Fuentes (4° temporada): radicada en España, es propietaria del restaurante NUB, ganador de una Estrella Michelin (2017), primera chilena en obtener dicho reconocimiento.
- Jorge Rausch (4° temporada): es un reconocido chef colombiano de origen austriaco propietario del restaurante Criterión, también es chef patrón, propietario y socio de los restaurantes: Bistronomy by Rausch, Rausch Energía Gastronómica, Marea by Rausch, El Gobernador by Rausch, Kitchen by Rausch, Local by Rausch e Ivory Bistro by Rausch, este último en Costa Rica.
- Ennio Carota (1-3° temporada, 4° temporada como chef invitado): el italiano es uno de los más queridos y renombrados exponentes de la cocina de su país. Trotamundos incansable, después de estudiar en la Scuola Alberghiera de Turín, se fue a recorrer el mundo conociendo y trabajando en las más diversas cocinas de Asia, Australia, el Caribe, América del norte, Latinoamérica y Europa, descubriendo entre otras cosas la Nouvelle Cuisine que lo hizo conocer nuevos caminos en su viaje gastronómico.[5] Participó como juez invitado en la cuarta temporada (en reemplazo temporal de Jorge Rausch), en dos capítulos.
- Sergi Arola (3° temporada): Es un chef español que fue el responsable del restaurante "La Broche" situado en el Hotel Miguel Ángel en Madrid, próximo al Paseo de la Castellana. Actualmente, también se ocupa de la cocina del Hotel Arts de Barcelona y ha abierto su propio restaurante en Madrid, Gastro, donde puede dar rienda suelta a su creatividad en la cocina y en el que también se puede visitar un espacio de coctelería.
- Yann Yvin (1-2° temporada, 3° temporada como chef invitado): con 30 años de experiencia en las cocinas más exigentes del mundo, tiene como concepto clave en el éxito de su trabajo la palabra excelencia. Llegó a trabajar en las más prestigiosas cocinas de su país, como las del Ministerio de Defensa Francés y la del Presidente de la República Francesa Monsieur François Mitterrand. Ha abierto más de 13 restaurantes tanto en Chile como en Francia, además se ha dedicado a la banquetería de alto nivel, organizando cumbres de presidentes, asesorías a embajadas para visitas reales o cumpleaños de celebridades de renombre internacional como Pelé.[6] Participó como juez invitado en la tercera temporada, en un capítulo.
- Tomás Olivera (chef invitado de las temporadas 1° a la 3°)

#### Apariciones del jurado
| Jurado                 | Temporada(s) | Temporada(s) | Temporada(s) | Temporada(s) |
| Jurado                 | 1            | 2            | 3            | 4            |
| ---------------------- | ------------ | ------------ | ------------ | ------------ |
| Jorge Rausch           | No           | No           | No           | Sí           |
| Fernanda Fuentes       | No           | No           | No           | Sí           |
| Christopher Carpentier | Sí           | Sí           | Sí           | Sí           |
| Yann Yvin              | Sí           | Sí           | No           | No           |
| Ennio Carota           | Sí           | Sí           | Sí           | No           |
| Sergi Arola            | No           | No           | Sí           | No           |

## Ediciones
| T | Año       | Cadena   | Presentador(a)         | Participantes | Finalistas     | Finalistas                           | Finalistas                                                   | Espectadores | Índice de audiencia promedio |
| T | Año       | Cadena   | Presentador(a)         | Participantes | Ganador        | Segundo                              | Tercero                                                      | Espectadores | Índice de audiencia promedio |
| - | --------- | -------- | ---------------------- | ------------- | -------------- | ------------------------------------ | ------------------------------------------------------------ | ------------ | ---------------------------- |
| 1 | 2014-2015 | Canal 13 | Diana Bolocco          | 22            | Daniela Castro | Ignacio Román                        | Leonora Saavedra                                             | 991 926      | 15,7                         |
| 2 | 2015-2016 | Canal 13 | Diana Bolocco          | 24            | Alfonso Castro | Maximiliano Cabezón                  | María Elena "Almendra" Santibáñez Maylín González            | 1 061 424    | 16,8                         |
| 3 | 2017      | Canal 13 | Diana Bolocco          | 27            | Faryd García   | Yuhui Lee                            | Valentina Ramos Andrés Bundy Cid Sandra Inostroza Rosa Ortiz | 1 307 826    | 20,7                         |
| 4 | 2019      | Canal 13 | Christopher Carpentier | 21            | Camila Ruiz    | Giovanni Cárdenas Bárbara Lackington | Giovanni Cárdenas Bárbara Lackington                         | 1 010 880    | 16,7                         |

### Primera temporada
La convocatoria comenzó en la página oficial del programa, donde se inscribieron más de 5000 personas, de las cuales fueron elegidas 200 para un casting multitudinario en la Plaza de la Ciudadanía. De ellos, 22 fueron los concursantes que compitieron en las distintas pruebas del programa, dejando a Daniela Castro como la ganadora.

#### Aspirantes
| Nombre               | Edad    | Ocupación                       | Información                   |
| -------------------- | ------- | ------------------------------- | ----------------------------- |
| Daniela Castro       | 26 años | Artista visual                  | Ganadora                      |
| Ignacio Román        | 26 años | Recolector de basura            | Duelista                      |
| Leonora Saavedra     | 50 años | Comerciante                     | Finalista                     |
| Alejandra Orellana   | 31 años | Estudiante de Abogacía          | 9.ª eliminada y semifinalista |
| Eliana Hernández     | 85 años | Dueña de casa                   | 22.ª eliminada                |
| Paula Avilés         | 45 años | Terapeuta                       | 21.ª eliminada                |
| Rodrigo Lemus        | 39 años | Profesor de Historia            | 7.º y 20.º eliminado          |
| Francisco González   | 28 años | Actor                           | 19.º eliminado                |
| Robert Pinter        | 24 años | Actor y DJ                      | 8.º y 18.º eliminado          |
| Óscar Barrera        | 22 años | Estudiante de Medicina          | 17.º eliminado                |
| Karla González       | 25 años | Paramédica                      | 13.ª y 16.ª eliminada         |
| Marco Olea           | 35 años | Exfutbolista                    | 15.º eliminado                |
| Ángela Argandoña     | 54 años | Dueña de casa                   | 14.ª eliminada                |
| Sandra Lagos         | 39 años | Empleada doméstica              | 12.ª eliminada                |
| Annelore Baumann     | 53 años | Licenciada en Arte y empresaria | 11.ª eliminada                |
| Claudia Westphal     | 31 años | Trabajadora social              | 10.ª eliminada                |
| Paulina Ahumada      | 49 años | Dueña de casa                   | 6.ª eliminada                 |
| Raquel Muñoz         | 41 años | Dueña de casa                   | 5.ª eliminada                 |
| Kimberly Salazar     | 17 años | Estudiante                      | 4.ª eliminada                 |
| Pablo Edwards        | 59 años | Arquitecto                      | 3.er eliminado                |
| Jean-Kenneth Meneses | 27 años | Técnico electrónico             | 2.º eliminado                 |
| Nicolás Achondo      | 32 años | Diseñador gráfíco               | 1.er eliminado                |

### Segunda temporada
La convocatoria comenzó en la página oficial del programa, donde se inscribieron más de 10 000 personas, de las cuales fueron elegidas 300 para un casting multitudinario en Canal 13. De ellos, 24 fueron los concursantes que compitieron en las distintas pruebas del programa, dejando a Alfonso Castro como el ganador.

#### Aspirantes
| Nombre                            | Edad    | Ocupación                     | Información           |
| --------------------------------- | ------- | ----------------------------- | --------------------- |
| Alfonso Castro                    | 63 años | Camarero                      | Ganador               |
| Maximiliano Cabezón               | 25 años | Ingeniero civil industrial    | Duelista              |
| María Elena "Almendra" Santibáñez | 48 años | Comerciante de arte           | Finalistas            |
| Maylín González                   | 28 años | Exinterna de prisión          | Finalistas            |
| Felipe Taverne                    | 39 años | Arquitecto                    | 24.º eliminado        |
| Alejandra González                | 28 años | Policía                       | 23.ª eliminada        |
| Camila Sepúlveda                  | 19 años | Estudiante                    | 13.ª y 22.ª eliminada |
| Renato del Valle                  | 40 años | Fotógrafo                     | 21.º eliminado        |
| Pachara Poonsawat                 | 27 años | Traductora y cantante         | 4.ª y 20.ª eliminada  |
| Fabián Calvumil                   | 18 años | Boxeador                      | 19.º eliminado        |
| Karin Huber                       | 28 años | Camarera                      | 18.ª eliminada        |
| Eduardo "Leche" Améstica          | 36 años | Artista y músico              | 17.º eliminado        |
| María José Muñoz                  | 34 años | Artista                       | 11.ª y 16.ª eliminada |
| Odette Handschun                  | 34 años | Vendedora de comida           | 2.ª y 15.ª eliminada  |
| Macarena Urrutia                  | 28 años | Nutricionista                 | 14.ª eliminada        |
| Francisca Márquez                 | 24 años | Estudiante                    | 12.ª eliminada        |
| Nancy Jarpa                       | 47 años | Camarera                      | 10.ª eliminada        |
| Andrés Bravo                      | 32 años | Arquitecto                    | 9.º eliminado         |
| Jorge "Valentino" Sánchez         | 48 años | Crooner                       | 8.º eliminado         |
| Fabricio Aedo                     | 30 años | Pescador                      | 7.º eliminado         |
| Gabriel González                  | 26 años | Enfermero asistente técnico   | 6.º eliminado         |
| Sheila González                   | 35 años | Publicista y actriz           | 5.ª eliminada         |
| Joaquín Fuentes                   | 24 años | Bombero                       | 3.er eliminado        |
| Hna. Mónica Araya                 | 55 años | Maestra de educación especial | 1.ª eliminada         |

### Tercera temporada
La convocatoria comenzó en la página oficial del programa, donde se inscribieron más de 15 000 personas. La temporada se estrenó el 5 de marzo de 2017, con el chef español Sergi Arola como jurado, sustituyendo a Yann Yvin, quien emigró a TVN. Participaron veintiséis concursantes que compitieron en las distintas pruebas del programa. La temporada finalizó el 11 de junio de 2017, y el ganador fue Faryd García.

#### Aspirantes
| Nombre                  | Edad    | Ocupación                        | Información           |
| ----------------------- | ------- | -------------------------------- | --------------------- |
| Faryd García            | 21 años | Operador de parquímetro          | Ganador               |
| Yuhui Lee               | 27 años | Distribuidor de perfumes         | Duelista              |
| Andrés Bundy Cid        | 41 años | Luchador profesional             | Semifinalistas        |
| Valentina Ramos         | 27 años | Vendedora de comida              | Semifinalistas        |
| Rosa Ortiz              | 30 años | Pastelera                        | 25.ª eliminada        |
| Sandra Inostroza        | 29 años | Cantante                         | 24.ª eliminada        |
| Jorge Fernández         | 61 años | Emprendedor                      | 23.º eliminado        |
| Yerko Flores            | 38 años | Militar                          | 22.º eliminado        |
| Caio de la Vega         | 32 años | Modelo                           | 21.º eliminado        |
| Pola Jakasovic          | 42 años | Diseñadora                       | 20.ª eliminada        |
| Alain Veyser            | 71 años | Excapitán de barco comercial     | 19.º eliminado        |
| Hernán Norambuena       | 45 años | Cirujano plástico                | 11.º y 18.º eliminado |
| Josefa Barraza          | 22 años | Modelo y estudiante              | 17.ª eliminada        |
| Myriam Ugalde           | 61 años | Dueña de casa                    | 14.ª y 16.ª eliminada |
| Felipe Coya             | 34 años | Dueño de tienda de sushi         | 7.º y 15.º eliminado  |
| Paula Hermosilla        | 22 años | Estudiante de Educación especial | 10.ª eliminada        |
| Daniel Iron Man Lay     | 30 años | Artista callejero                | 13.º eliminado        |
| Alfredo Edith Barriga   | 26 años | Estudiante de Derecho            | 12.º eliminado        |
| Cristián Pistola Flores | 45 años | Exfutbolista                     | 11.º eliminado        |
| Pamela Jeria            | 37 años | Modelo                           | 9.ª eliminada         |
| Andrea Cortés           | 55 años | Trabajadora de mantenimiento     | 8.º eliminada         |
| Isabel Yáñez            | 34 años | Dueña de casa                    | 6.ª eliminada         |
| Tatiana Reyes           | 53 años | Psicóloga                        | 5.ª eliminada         |
| Valentina Urbina        | 16 años | Estudiante                       | 4.ª eliminada         |
| Patricia Ortiz          | 37 años | Dueña de casa                    | 3.ª eliminada         |
| Manuel Vergara          | 43 años | Ingeniero civil                  | 2.º eliminado         |
| Víctor Rubilar          | 27 años | Técnico agricultor               | 1.er eliminado        |

### Cuarta temporada
La temporada se estrenó el 3 de marzo de 2019, a diferencia de temporadas anteriores, el programa fue grabado en Colombia y producido en conjunto con RCN Televisión, dirigido por Germán Porras. Posee 2 nuevos chefs: Jorge Rausch y Fernanda Fuentes, acompañados también por el chef y también presentador Christopher Carpentier. La temporada finalizó el 23 de junio de 2019, y la ganadora fue Camila Ruíz.

#### Aspirantes
| Nombre                      | Procedencia      | Edad    | Ocupación              | Información    |
| --------------------------- | ---------------- | ------- | ---------------------- | -------------- |
| Camila Ruiz                 | Vitacura         | 28 años | Profesora de Lenguaje  | Ganadora       |
| Bárbara Lackington          | La Reina         | 20 años | Modelo                 | Duelista       |
| Giovanni Cárdenas           | San Bernardo     | 28 años | Vendedor de pizzas     | Duelista       |
| Jeffry Bastías              | La Granja        | 28 años | Profesor de Historia   | 18.° eliminado |
| Katarzyna Kaschka Glazewska | Chiloé           | 54 años | Dueña de casa          | 17.ª eliminada |
| Aníbal Valdés               | Cauquenes        | 20 años | Estudiante             | 16.º eliminado |
| José Miguel González        | Quillota         | 29 años | Veterinario            | 15.º eliminado |
| Karen Saavedra              | La Florida       | 33 años | Nutricionista          | 14.ª eliminada |
| Lautaro Soto                | Casablanca       | 28 años | Sommelier              | 13.º eliminado |
| Fidelina Leal               | Ignao            | 44 años | Árbitro                | 12.ª eliminada |
| Diana Morales               | Maipú            | 35 años | Dueña de casa          | 11.ª eliminada |
| Javier Lizama               | Viña del Mar     | 30 años | Ingeniero              | 10.º eliminado |
| Ignacio Giannini            | Viña del Mar     | 54 años | Empresario             | 9.º eliminado  |
| Annabella Cardone           | Vitacura         | 61 años | Profesora de Filosofía | 8.ª eliminada  |
| Maximiliano Alonso          | Las Condes       | 25 años | Influyente             | 7.º eliminado  |
| Fernanda Muñoz              | Valparaíso       | 24 años | Modelo                 | 6.ª eliminada  |
| Antonia Figueroa            | La Serena        | 23 años | Estudiante             | 5.ª eliminada  |
| Fernando Vallejos           | Diego de Almagro | 31 años | Trabajador municipal   | 4.º eliminado  |
| Alejandro Alfaro            | Maipú            | 26 años | Ayudante de cocina     | 3.er eliminado |
| Mónica Carvacho             | Pudahuel         | 45 años | Vendedora              | 2.ª eliminada  |
| Claudia Poblete             | Las Condes       | 49 años | Diseñadora             | 1.ª eliminada  |